# Angka
Angka là một chi nhện trong họ Cyrtaucheniidae.

## Các loài
Het geslacht kent de volgende soort:
- Angka hexops Raven & Schwendinger, 1995